# کاوالاسکا
کاوالاسکا (به ایتالیایی: Cavallasca) یک منطقهٔ مسکونی در ایتالیا است که در San Fermo della Battaglia واقع شده‌است. کاوالاسکا ۲٫۷ کیلومتر مربع مساحت و ۲٬۸۱۶ نفر جمعیت دارد.